# Teresa Romairone
Teresa Romairone (n. 20 aprilie 2000, Buenos Aires, Argentina) este o sportivă ce a reprezentat Argentina. A participat la competiții asociate Jocurilor Olimpice în care a câștigat o medalie de aur.

## Participări
Lista de mai jos prezintă principalele competiții la care a participat Teresa Romairone de-a lungul carierei.
- Anexo:Vela en los Juegos Olímpicos de la Juventud de Buenos Aires 2018[*]